# Красница 1 (Могилёвский район)
Красница 1 — деревня в составе Дашковского сельсовета Могилёвского района Могилёвской области Республики Беларусь.

## Географическое положение
Ближайшие населённые пункты:Красница 2, Чернозёмовка.